# Peter Takaaki Hirayama
Peter Takaaki Hirayama (jap. ペトロ平山高明 Petoro Hirayama Takaaki; ur. 31 marca 1924 w Seulu, zm. 15 lipca 2023 w Ōicie) – japoński duchowny rzymskokatolicki, w latach 1970–2000 biskup diecezjalny Ōity. 

## Życiorys
Święcenia kapłańskie przyjął 19 marca 1957 w diecezji Fukuoki. 15 listopada 1969 papież Paweł VI mianował go biskupem Ōity. Sakry udzielił mu 25 stycznia 1970 abp Bruno Wüstenberg, ówczesny pronuncjusz apostolski w Japonii. W marcu 1999 osiągnął biskupi wiek emerytalny (75 lat) i przesłał do Watykanu swoją rezygnację, która została przyjęta z dniem 10 maja 2000. Od tego czasu pozostawał biskupem seniorem diecezji. 